# Шницлер, Оливер
Оливер Шницлер (нем. Oliver Schnitzler; род. 13 октября 1995 года, Гуммерсбах, Германия) — немецкий футболист, вратарь клуба «Шпортфройнде».

## Клубная карьера
Начав свою карьеру в скромных немецких клубах, Оливер провёл пять лет в системе команды «Байер 04». Сыграл один матч за вторую команду, где заработал удаление. В 2014 году, игрока подписал клуб «Аалена» из Второй Бундеслиги, заключив с вратерём контракт на три года. Весь сезон провел во второй команде клуба, дебютировав лишь в проигранном матче (2:1) Нюрнбергу.
В сезоне 2016/2017, Шницлер стал игроком клуба Хайденхайм, и дебютировал за клуб в 15-м туре чемпионата против «Ганновер 96». Зимой 2017 года, вратарь покинул клуб, подписав до лета 2018 года, контракт с «Галлешером» из Третьей лиги.
В сезоне 2018/2019, Шницлер стал игроком клуба «Пройссен», подписав контракт на два года. Отыграл первые пять матчей в основном составе, вплоть до полученного сотрясения в матче с Оснобрюком.
В конце сезона 2019/2020, вратарь присоединился к клубу «Зонненхоф Гроссаспах» из Региональлиги. Дебютировал в проигранном матче с клубом «Пирмазенс».
Перед началом сезона 2020/2021, присоединился к команде Шпортфройнде из Зигена, где дебютировал в проигранном (0:2) матче против Хальтерна.

## Карьера в сборной
В 2012 году, в составе юношеской сборной Германии (до 17), помог пройти до финала Чемпионата Европы (до 17) в Словении, где завоевал серебряную медаль турнира, а также стал лучшим вратарём финала.
Оливер выступал за юношеские сборные Германии, в составе борной до 19 лет он стал чемпионом Европы 2014. На турнире Оливер сыграл во всех матчах.

## Достижения
- Чемпион Европы (до 19) (1): 2014